# Ernst Weiner

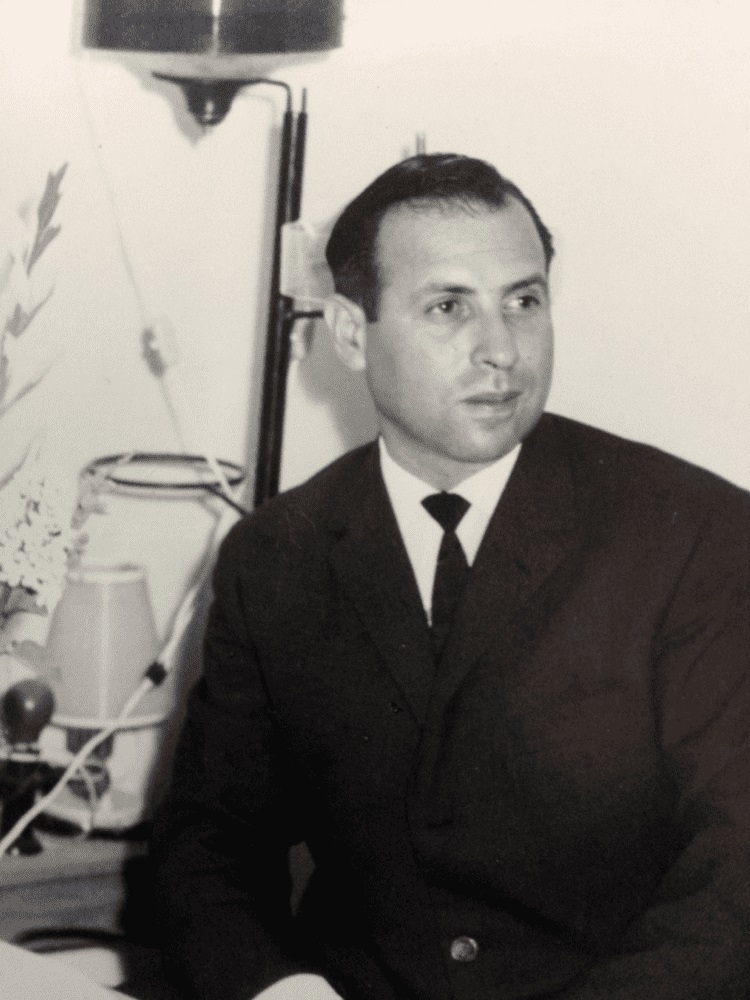
Ernst Weiner, vor 1945

Ernst Josef Albert Weiner (* 13. Dezember 1913 in Neustadt an der Waldnaab; † 17. Dezember 1945 in Oslo) war ein deutscher Polizeibeamter, SS-Führer und Kriegsverbrecher.

## Leben
Weiner brach ein nach dem Abitur begonnenes Studium an einem Priesterseminar ab. Er trat 1935 der NSDAP bei und wurde im Jahr darauf Angehöriger der Polizei in Nürnberg. Dort war er u. a. mit der Überwachung religiöser Sekten und Sabotageschutz in der Industrie beauftragt. Mit Unterstützung des damaligen Nürnberger Polizeipräsidenten Benno Martin stieg er bis zum Adjutant auf. Später erreichte er den Rang eines Kriminalrats und SS-Hauptsturmführers.
Während der Deutschen Besetzung Norwegens im Zweiten Weltkrieg war er ab Februar 1944 als Angehöriger der Gestapo und Sicherheitspolizei in Oslo stationiert. Ihm unterstanden dabei als Leiter der Abteilung IV N die für Deutschland tätigen Agenten, darunter auch norwegische Kollaborateure. Zur Bekämpfung des Widerstandes in Norwegen leitete er im Sommer 1944 die Aktion Blumenpflücken. Dabei wurden vorher ausgewählte Opfer, die dem Widerstand gegen die Deutschen zugerechnet wurden, als Ausgleichsmorde von einem Sonderkommando der Sicherheitspolizei erschossen. Dabei arbeitete Weiner eng mit Heinrich Fehlis, dem damaligen Befehlshaber der Sicherheitspolizei und des SD in Oslo, zusammen. Noch im Oktober 1944 folgten weitere Aktionen gegen den Widerstand, darunter Ermittlungen gegen den schwedischen Diplomaten Harald Edelstam.
Nach Kriegsende im Mai 1945 geriet Weiner in Støren in britische Kriegsgefangenschaft. Obwohl er als Kriegsverbrecher gesucht wurde, schaffte er es zuerst mit falschem Namen und als Soldat der Wehrmacht getarnt unerkannt zu bleiben. Weiner wurde in ein Kriegsgefangenenlager nach Norddeutschland gebracht, wo er erkannt und schließlich von den Briten nach Norwegen ausgeliefert wurde. Er wurde in der Festung Akershus in Oslo inhaftiert, wo er am 17. Dezember 1945 Suizid beging.